# MS Isa
MS Isa – jeden z serii masowców motorowych typu seawaymax zbudowanych dla PŻM w stoczni Mitsui w Chiba (Japonia) w latach 1999-2000; obecnie pływa pod banderą cypryjską, która zaliczana jest do tanich bander.

## Dane techniczne
Podstawowe dane jednostki:
- długość: ~200 m
- szerokość: ~23,6 m
- nośność: ~35 000 DWT
- zanurzenie konstrukcyjne: ~10,7 m (załadowany)
- prędkość: 14 węzłów

## Inne statki tej serii
- MS Irma
- MS Iryda
- MS Isadora
- MS Isolda